# DAR-8
Sportovní a cvičné letadlo DAR-8 Slavey (Slavík) navrhla a vyráběla bulharská společnost DAR – Daržavna Aeroplanna Rabotilnica (bulharsky: Държавна Аеропланна Работилница, česky: Státní letecká dílna) z Božuriště nedaleko Sofie. Prototyp byl vybaven řadovým motorem de Havilland Gipsy. Sériové letouny byly osazeny řadovým invertním motorem Walter Major 4 (varianta DAR-8) a některé byly přestavěny na použití hvězdicového motoru Walter Mars (varianta DAR-8A). Celkem bylo vyrobeno 12 letounů.

## Vznik a vývoj
V roce 1931 začal pracovat ve společnosti DAR jako konstruktér, absolvent University of Michigan (USA), ing. Kiril Petkov, absolvent se zlatým odznakem, specialista na aerodynamiku a bezkonkurenční specialista na výpočty pevnosti. Petkov vytvořil tento cvičný letoun DAR-8 v roce 1935. Po neúspěchu s dolnoplošníkem DAR-7 SS se Petkov vrátil k osvědčeným, tradičním konstrukcím dvouplošníků DAR (DAR-6 a předtím DAR-1), byť tato koncepce dvouplošníku smíšené konstrukce je v roce 1935 již dosti zastaralá. První let se uskutečnil v lednu 1936.
Sériové stroje (v. č. 47-58) byly imatrikulovány v roce 1937 (LZ-BAA až LZ-BAN). Na verzi DAR-8A byly v roce 1938 přestavěny letouny v. č. 48 (LZ-BAB) a v. č. 50 (LZ-BAD).

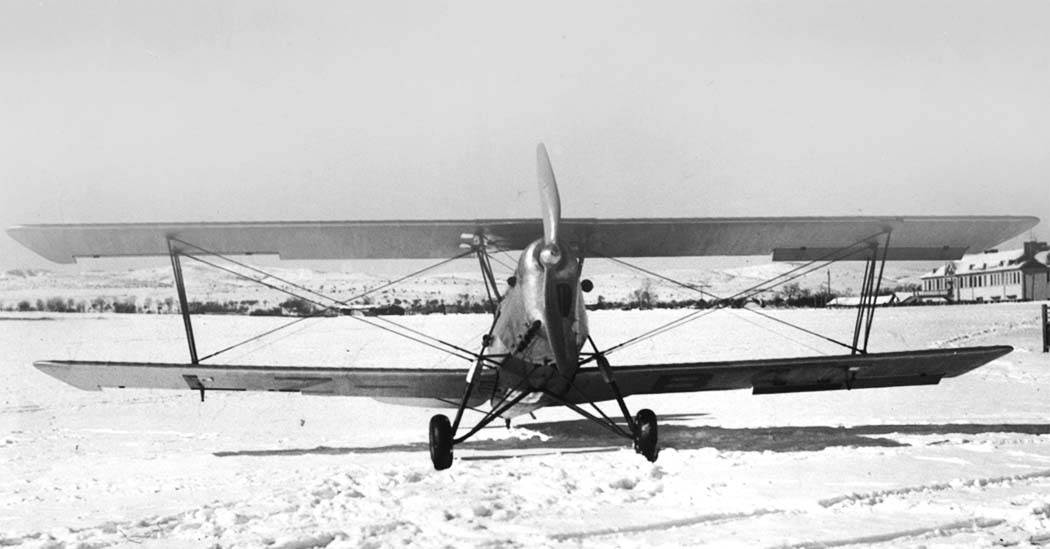
DAR-8 s motorem Walter Major 4 (1936), čelní pohled

Letoun byl používán pro pokračovací pilotní výcvik a akrobacii. Sloužil v bulharském letectvu až do počátku 40. let 20. století.

## Popis letounu
Letoun DAR-8 byl smíšené konstrukce. Křídla byla dřevěná potažená překližkou a impregnovanou tkaninou. Horní křídlo bylo dělené, skládající se z části centroplánu a dvou polokřídel. Křídlo bylo k trupu připevněno trubkami eliptického průřezu. Spodní křídlo se skládalo rovněž ze dvou polovin, které byly pevně připojena k trupu. Obě křídla byla spojena vzpěrami ve tvaru N a ocelovými popruhy.

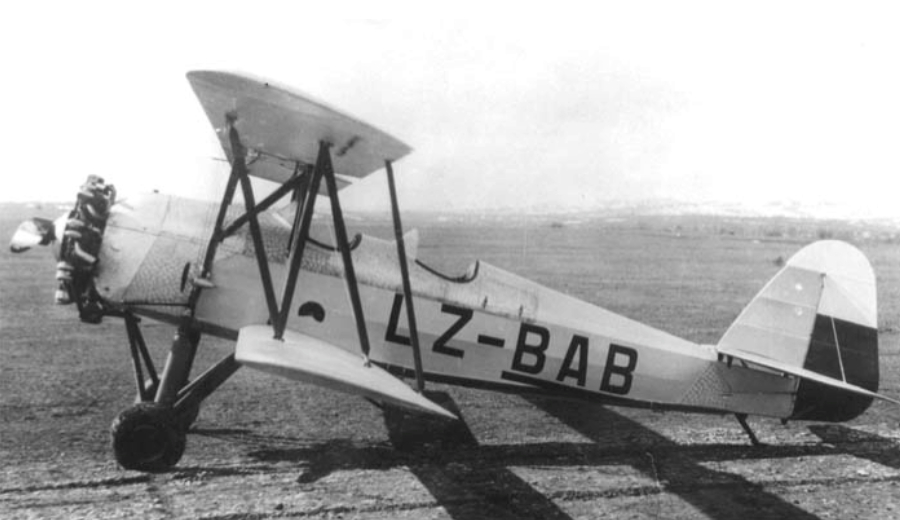
DAR-8A s motorem Walter Mars (1938)

Trup byl vyroben z tenkostěnných ocelových trubek. Vyznačoval se dlouhým aerodynamickým tvarem s eliptickým průřezem. V přední části a kolem kabiny byl oplátován plechy z duralu a zbytek byl potažen impregnovanou textilií. Ocasní plochy měly kovovou konstrukci potaženou plátnem. Kabina byla dvoumístná s tandemově uspořádanými sedadly. Podvozek byl třídílný se zadní ostruhou. Každé kolo bylo neseno dvěma nezávislými vzpěrami spojenými do tvaru písmene V. Brzdy kol byly vzduchové, ovládané pomocí páky v kokpitu.
Mezi motorovým prostorem a zbytkem karoserie byla protipožární stěna vyrobená z azbestu tl. 2,5 mm. Kapota motoru měla velmi líbivý design a spolu s elegantně protáhlou karoserií dávala letadlu elegantní vzhled. Z aerodynamického hlediska je DAR-8 ztělesněním stylu inženýra Petkova. Rozdíl v délce o 49 cm a hmotnosti letounu o 10 kg byl dán použitými motory na obou verzích. Na základní variantě byl instalován vzduchem chlazený čtyřválcový řadový invertní letecký motor Walter Major 4, na variantě DAR-8A potom vzduchem chlazený devítiválcový hvězdicový letecký motor Walter Mars. Dvojlistá vrtule byla dřevěná s pevně nastavenými listy.

## Uživatelé
- Bulharsko
  - Bulharské letectvo

## Specifikace
Data dle

### Technické údaje
- Posádka: 2 (pilot a žák)
- Rozpětí: horní křídlo 9,47 m, dolní křídlo 9,12 m
- Délka: 7,05 m (DAR-8), 6,56 m (DAR-8-A)
- Výška: 3,70 m
- Celková nosná plocha: 16,20 m2
- Prázdná hmotnost: 525 kg (DAR-8), 535 kg (DAR-8A)
- Max. vzletová hmotnost: 814 kg (DAR-8), 824 kg (DAR-8A)
- Pohonná jednotka (typ DAR-8): vzduchem chlazený čtyřválcový invertní letecký motor Walter Major 4
- Výkon pohonné jednotky:
  - jmenovitý: 88,3 kW (120 k) při 2100 ot/min
  - vzletový: 95,6 kW (130 k) při 2350 ot/min 130 k (95,6 kW)
- Pohonná jednotka (typ DAR-8A): vzduchem chlazený devítiválcový hvězdicový motor Walter Mars
- Výkon pohonné jednotky:
  - jmenovitý: 107 kW (145 k) při 1750 ot/min
  - vzletový: 110 kW (150 k) při 1800 ot/min
- Spotřeba paliva: 235–250 g·h−1·k−1 / 320–340 g·h−1·kW−1 (DAR–8), 225 g·h−1·k−1 / 306 g·h−1·kW−1 (DAR-8A)
- Vrtule: dvoulistá dřevěná vrtule

### Výkony
- Maximální rychlost: 178 km/h (DAR-8), 190 km/h (DAR-8A)
- Cestovní rychlost: 160 km/h
- Dolet: 640 km (DAR-8), 520 km (DAR-8A)
- Dostup: 4 500 m (DAR-8), 6 000 m (DAR-8A)